# Camporredondo (distrito)
Camporredondo é um distrito peruano localizado na Luya, departamento Amazonas. Sua capital é a cidade de Camporedondo.

## Transporte
O distrito de Camporredondo é servido pela seguinte rodovia:
- AM-103, que liga o distrito de Lonya Grande  à cidade de Lonya Chico
- AM-104, que liga o distrito à cidade de Lonya Grande [2][3][4]